# Charrey-sur-Seine
 Charrey-sur-Seine  es una población y comuna francesa, en la región de Borgoña, departamento de Côte-d'Or, en el distrito de Montbard y cantón de Châtillon-sur-Seine.

## Demografía
| 201 | 193 | 211 | 190 | 154 | 139 |
| Para los censos de 1962 a 1999 la población legal corresponde a la población sin duplicidades (Fuente: INSEE [Consultar]) |     |     |     |     |     |